# Gabriel Andrew Dirac
Pour les articles homonymes, voir Dirac.
Gabriel Andrew Dirac (Budapest, 13 mars 1925 – Arlesheim, 20 juillet 1984) est un mathématicien spécialiste de la théorie des graphes. Il a établi une condition suffisante pour qu'un graphe contienne un cycle hamiltonien.
Il reçoit son doctorat en 1952 à Londres, sous la direction de Richard Rado. Il est le beau-fils de Paul Dirac et neveu d'Eugene Wigner.